# Marquay (Pas-de-Calais)
Marquay ist eine französische Gemeinde mit 173 Einwohnern (Stand 1. Januar 2022) im Arrondissement Arras des Départements Pas-de-Calais. Sie liegt im Kanton Saint-Pol-sur-Ternoise und ist Mitglied des Kommunalverbandes Ternois.
| Ostreville  |                     | Monchy-Breton           |
|             | Kompass             |                         |
| Roëllecourt | Ligny-Saint-Flochel | Bailleul-aux-Cornailles |

## Sehenswürdigkeiten

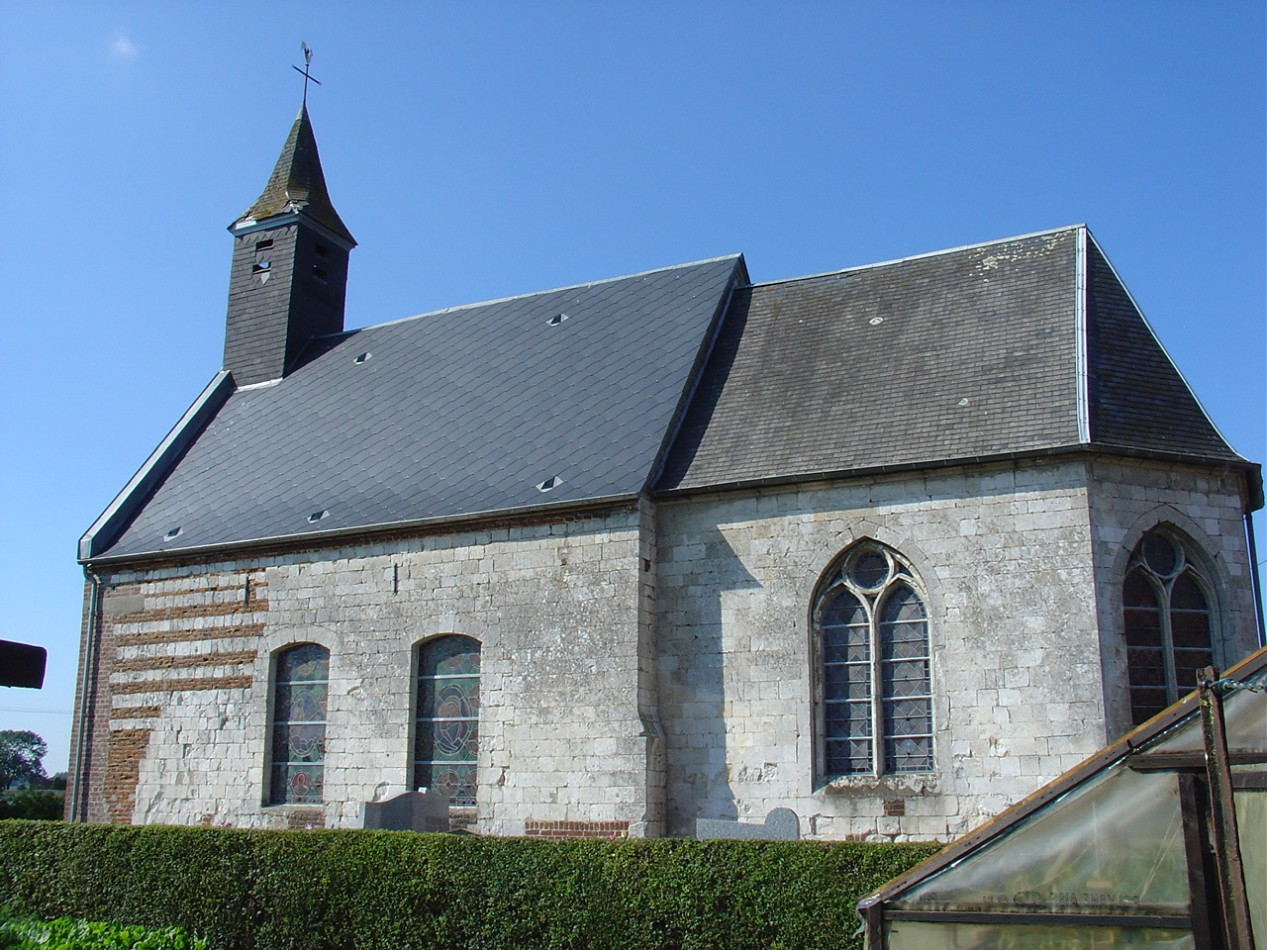
Kirche Notre-Dame